# Mičurinskij rajon
Il Mičurinskij rajon (in russo Мичуринский район?) è un rajon dell'Oblast' di Tambov, nella Russia europea; il capoluogo è Mičurinsk. Istituito nel 1928, ricopre una superficie di 1.655 chilometri quadrati e consta di una popolazione di circa 34.000 abitanti.